# Minersville (Pennsilvània)
Minersville és una població dels Estats Units a l'estat de Pennsilvània. Segons el cens del 2000 tenia 4.552 habitants.

## Demografia
Segons el cens del 2000, Minersville tenia 4.552 habitants, 2.041 habitatges, i 1.226 famílies. La densitat de població era de 2.662,9 habitants per quilòmetre quadrat.
Dels 2.041 habitatges en un 23,8% hi vivien nens de menys de 18 anys, en un 42,1% hi vivien parelles casades, en un 13,6% dones solteres, i en un 39,9% no eren unitats familiars. En el 35,5% dels habitatges hi vivien persones soles el 21% de les quals corresponia a persones de 65 anys o més que vivien soles. El nombre mitjà de persones vivint en cada habitatge era de 2,22 i el nombre mitjà de persones que vivien en cada família era de 2,86.
Per edats la població es repartia de la següent manera: un 21,4% tenia menys de 18 anys, un 6,5% entre 18 i 24, un 27,4% entre 25 i 44, un 20,8% de 45 a 60 i un 23,9% 65 anys o més.
L'edat mediana era de 41 anys. Per cada 100 dones de 18 o més anys hi havia 80,8 homes.
La renda mediana per habitatge era de 28.373 $ i la renda mediana per família de 36.759 $. Els homes tenien una renda mediana de 32.073 $ mentre que les dones 19.898 $. La renda per capita de la població era de 15.623 $. Entorn del 10,8% de les famílies i el 15% de la població estaven per davall del llindar de pobresa.

## Poblacions més properes
El següent diagrama mostra les poblacions més properes.